# Баїя
Баї́я (порт. Bahia) — штат Бразилії, розташований у Північно-східному регіоні. Це четвертий за населенням (14 млн.) і п'ятий за площею (564 тис. км²) штат Бразилії. Межує із штатами Сержипі, Алагоас, Пернамбуку, Піауї, Токантінс, Гояс, Мінас-Жерайс та Еспіриту-Санту, омивається Атлантичним океаном. Столиця та найбільше місто штату — Салвадор, колишній адміністративний центр португальської колонії Бразилія. Назва штату буквально походить від застарілого варіанту слова «затока» португальською мовою, через назву затоки, відкритої португальцями у 1501 році, «Затоки Всіх Святих» (порт. A baía de Todos os Santos). Скорочена назва штату «BA».

## Освіта
У штаті існує дванадцять університетів, чотири з яких є державними (UNEB, UEFS, UESB та UESC), шість федеральних державних університетів (UFBA, UFRB, UNIVASF, UNILAB, UFSB та UFOB) та два приватних (UCSal та UNIFACS). До того ж є два федеральні інститути — IFBA та IF-BAIANO.

## Галерея

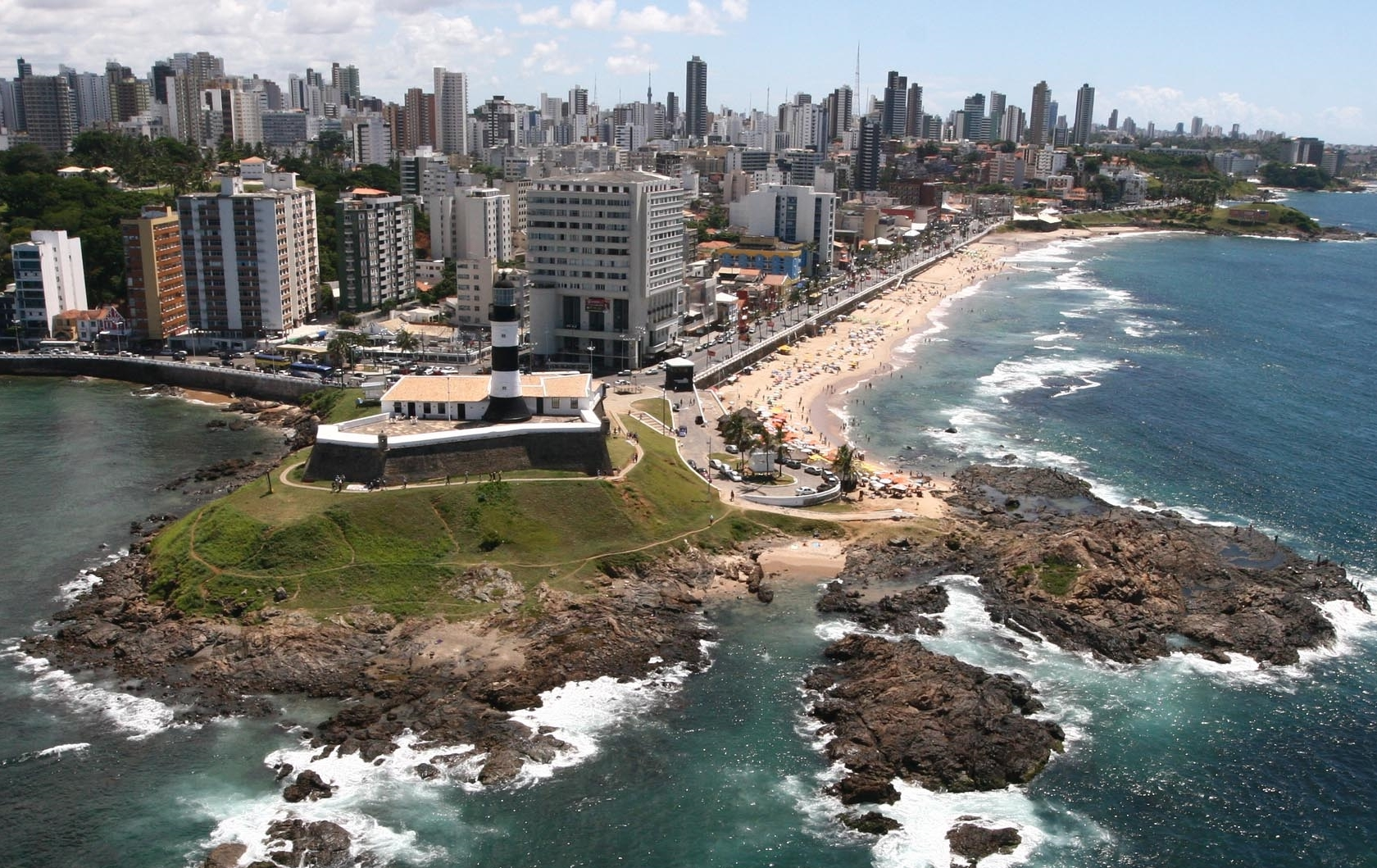
Салвадор
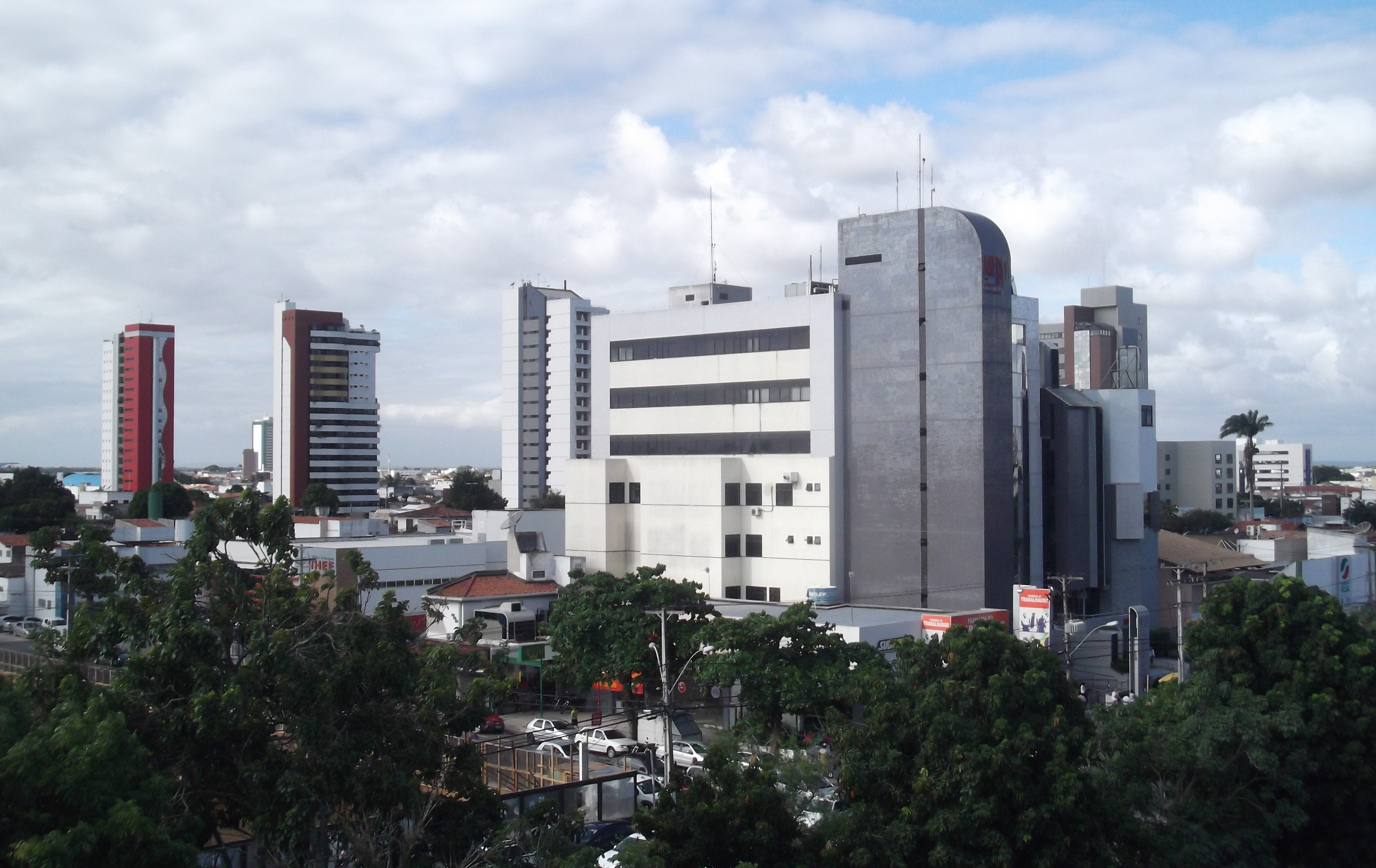
Фейра-ді-Сантана
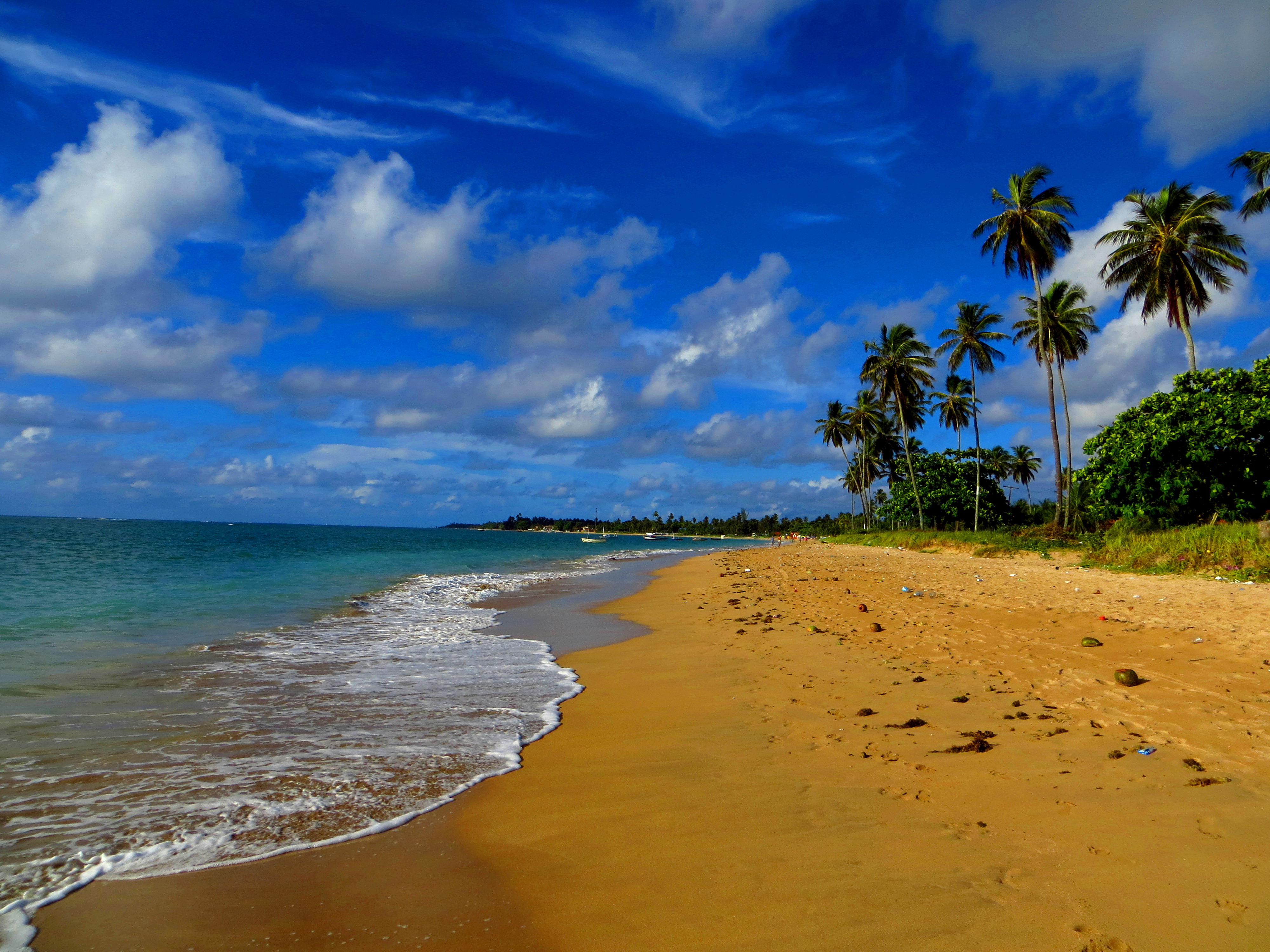
Острів Ітапаріка
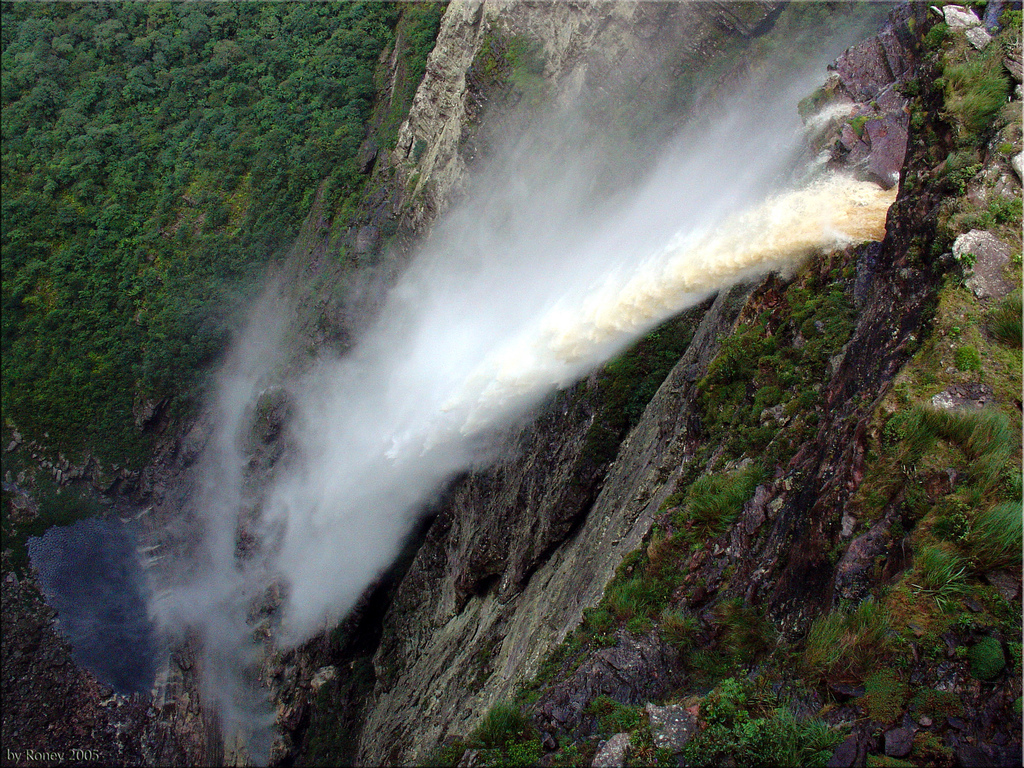
Водоспад Фумаса
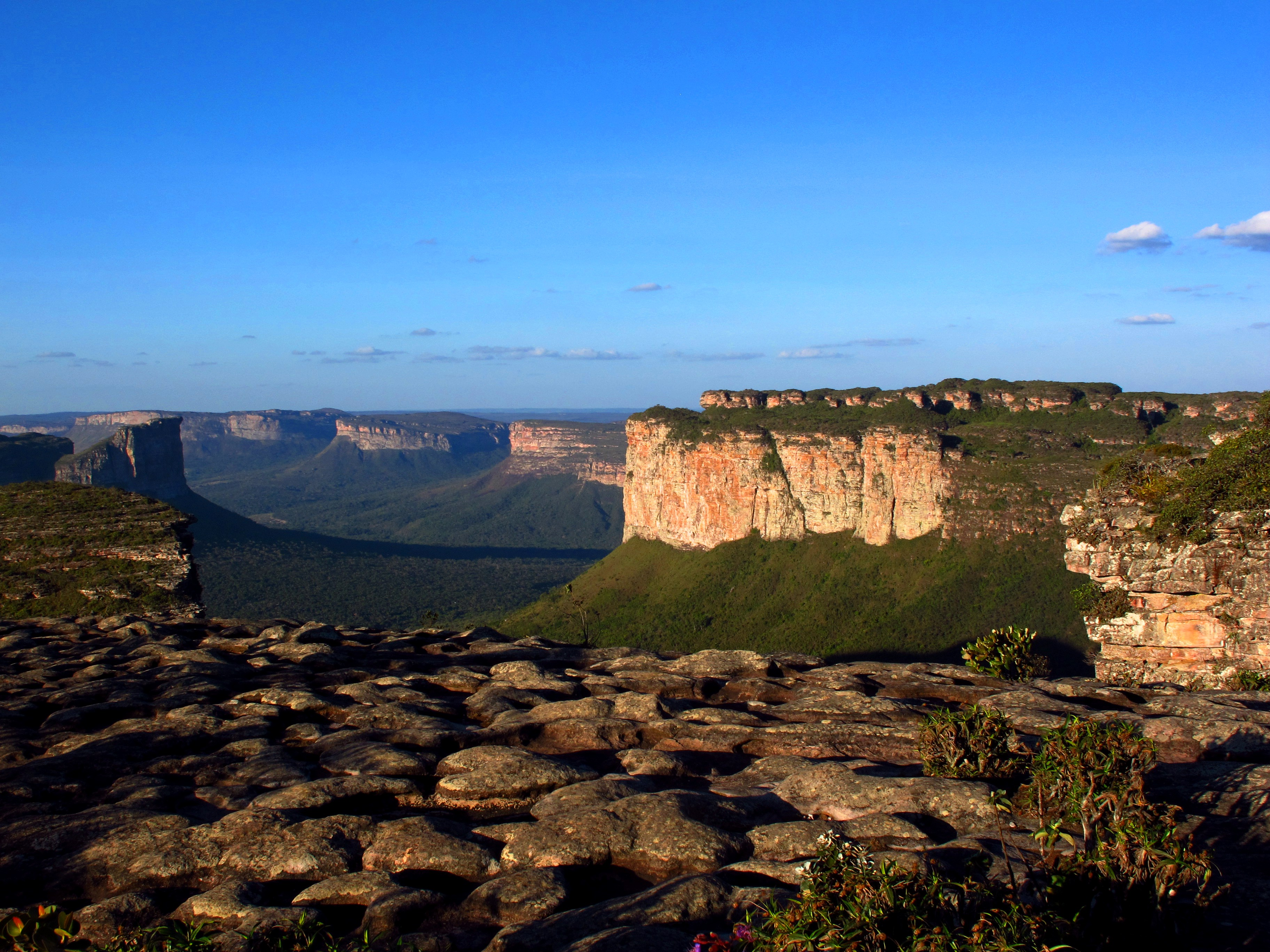
Чапада Діамантіна